# Loranne Smans
Loranne Smans (Mortsel, 30 oktober 1997) is een Belgisch voormalig snowboardster, actief op de Slopestyle en Big Air. Smans behaalde in 2018 de eerste medaille voor België in de wereldbeker snowboarden. Ze kwalificeerde zich als enige Belgische snowboardster voor de Olympische Winterspelen van 2022 in Peking, maar werd door de bond thuisgelaten.

## Levensloop

### Jeugd
Smans stond dankzij skilustige ouders al op driejarige leeftijd op de latten. Ze leerde skiën op de indoorpiste van Snow Valley te Peer. Daar sloot ze met haar broertje aan bij het Freestyle Team. Toen ze dertien was stapte ze over naar de topsportschool in Wilrijk, waardoor ze meer kansen kreeg om te sporten. Wegens het gebrek aan Belgische bergen verbleef ze het halve jaar in het buitenland.
De prestaties groeiden vooral in de laatste twee jaar van het Secundair. In de wereldbeker van 2014/2015 werd Smans vijfde op de Big air in Turkije, en negende in de einduitslag. Op het WK 2015 werd ze zevende op de Big air. Op de slopestyle werd ze in augustus 2015 vijfde op de wereldbekerwedstrijd in Nieuw-Zeeland, achter Olympisch kampioene Jamie Anderson.

### Top tien in de wereldbeker
In het seizoen 2016/2017 werd Smans geteisterd door blessures en miste ze daardoor de kwalificatie voor de Olympische Winterspelen van 2018 in Pyeongchang. Het seizoen later kwam ze weer in actie en behaalde ze een derde plaats op de laatste wereldbekermanche Big Air in het Canadese Quebec. Daarnaast won ze de Europacupmanche Big Air in het Duitse Götschen en behaalde ze zilver in deze discipline in het Zwitserse Corvatsch. Aldaar werd ze tevens vierde op de slopestyle.
In het seizoen 2018/2019 werd Smans opnieuw negende in het eindklassement van de wereldbeker Big Air. In de Europacup won ze twee slopestylewedstrijden in het Italiaanse Livigno. In 2019/2020 boekte ze haar beste resultaten in het eindklassement van de wereldbeker: Ze werd voor de derde keer negende in de Big Air en vijfde in de slopestyle. Daarmee werd ze ook negende in het algemene klassement Park & Ride, dat ook nog het onderdeel Half Pipe omvat.

### Kwalificatie voor OS 2022
Vanaf de zomer van 2020 zette Smans alles op de Olympische Winterspelen van Peking in 2022. Op het WK 2021 werd ze op de slopestyle negende, en viel daarmee net buiten de finale. De kwalificatieronde van de Big Air viel tegen, omdat het niet lukte haar sprongen te landen. De sneeuw en veranderlijke wind zorgden voor lastige omstandigheden.
In het Olympische seizoen leek Smans zeker van deelname. Om zich te kwalificeren moest ze zich plaatsen bij de top dertig van de opgeschoonde wereldranglijst. Elk land mag maar een beperkt aantal deelnemers meenemen, dus vallen er uit de reguliere ranglijst nog wat atletes uit. Sneeuwsport Vlaanderen meldde in oktober dat Smans dertiende stond en dus zeker leek van kwalificatie. Voor de zeventienjarige Evy Poppe waren de Spelen nog geen doel. Ze mocht zich kwalificeren, maar moest eerst maar eens leren te presteren in de wereldbeker.
De prestaties van Smans en Poppe waren vergelijkbaar goed. Uiteindelijk wist Poppe niet verder te komen dan de 36e plek, en had Smans zich met haar dertiende plek dus als enige Belgische snowboardster gekwalificeerd. Na een veertiende plek in de laatste wereldbeker slopestyle in Laax leek de selectie zeker.

### Toch geen Spelen
In januari 2022 maakten de Belgische Ski Federatie en Sneeuwsport Vlaanderen bekend dat ze niet Smans, maar Poppe naar Peking zouden sturen. Smans had dit besluit totaal niet verwacht, er was geen voorteken geweest en ze was dan ook woedend dat ze thuis moest blijven. Achteraf bleek dat de bonden de selectiecriteria hadden veranderd. Ze hielden dit stil voor Smans, waardoor zij zich niet alsnog kon plaatsen volgens de nieuwe regels.
De ontgoocheling en woede bij Smans was zo groot, dat dit ook invloed had op haar prestaties. Na de wereldbekerwedstrijd in Calgary in 2023, stopte Smans met competitief snowboarden. Ze was vooral ontdaan over de manier waarop ze door de bond was behandeld. Geen communicatie over veranderde criteria, geen erkenning van fouten en ontstane problemen, en ontkenning van de waarheid. De enige manier om enige erkenning te vinden was een rechtszaak die liep tot het Hof van beroep.
In februari 2025 kreeg Smans gelijk van het Hof van beroep: 'De federaties zijn onzorgvuldig te werk gegaan.' De sportbonden werden veroordeeld tot een schadevergoeding van € 30.000 voor het mislopen van prijzengeld en sponsorinkomsten, en een symbolische euro voor morele schade. Smans was opgelucht dat de waarheid boven kwam en dat ze erkenning kreeg voor de gemaakte fouten. Haar Olympische droom was echter vermorzeld, en dat is 'het ergste wat een atleet kan overkomen'.

## Resultaten

### Wereldkampioenschappen
| Jaar | Plaats      | Resultaten                |
| ---- | ----------- | ------------------------- |
| 2015 | Kreischberg | 7e Big Air 16e Slopestyle |
| 2019 | Park City   | 23e Slopestyle            |
| 2021 | Aspen       | 9e Slopestyle 23e Big Air |

### Wereldbeker
Eindklasseringen
| Seizoen   | P&P  | BA  | SBS |
| --------- | ---- | --- | --- |
| 2012/2013 | 101e | -   | 56e |
| 2013/2014 | 60e  | -   | 30e |
| 2014/2015 | 30e  | 9e  | 39e |
| 2015/2016 | 18e  | 14e | 15e |
|           |      |     |     |
| 2017/2018 | 34e  | 20e | 23e |
| 2018/2019 | 26e  | 9e  | 31e |
| 2019/2020 | 9e   | 9e  | 5e  |
| 2020/2021 | 28e  | 24e | 16e |
| 2021/2022 | 37e  | 25e | 22e |
| 2022/2023 | 42e  | 26e | 25e |